# Pete Rock
Pete Rock, de son vrai nom Peter Phillips, né le 21 juin 1970 à New York, est un producteur de musique, rappeur et DJ américain. Il a longtemps formé un duo avec le rappeur C.L. Smooth. Il a également produit de nombreux morceaux pour d'autres rappeurs. Pete Rock peut aujourd'hui être considéré[Par qui ?] comme un des grands noms du hip-hop, au même titre que DJ Premier par exemple. Son style entre soul et jazz est facilement reconnaissable.

## Biographie

### Jeunesse
Pete Rock est né dans le quartier du Bronx, à New York, et est sixième d'une famille jamaïcaine de sept enfants. Sa famille emménage à Mount Vernon, lorsqu'il a sept ans. Au lycée, il fait la rencontre de son futur partenaire C.L. Smooth. Selon Rock, son père était un disc jockey qui possédait une collection impressionnante d'albums. Rock l'accompagnait souvent dans un club appelé Wembley dans le Bronx et le regardait mixer pour ses invités. Il commence un premier travail en tant que livreur de journaux dans son quartier.

### Débuts
La carrière de Pete Rock débute à la fin des années 1980. À cette époque, il officie en tant que DJ aux côtés de Marley Marl sur WBLS, une radio new yorkaise, dans l'émission In Control wth Marley Marl. Sa popularité commence à grandir, et il fait ses premiers pas dans la production. En 1991, il forme un duo avec C.L. Smooth et sortent leur premier EP, All Souled Out. L'année suivante sort le LP Mecca and the Soul Brother, et en 1994 sort le dernier album à ce jour du duo, The Main Ingredient. Au grand dam de leurs fans, ils décident de se séparer.
Après la séparation, Pete Rock reste prolifique et produit de nombreux morceaux pour divers rappeurs, principalement de la Côte Est, comme Public Enemy, Run–DMC, Nas ou The Notorious B.I.G., ainsi que de nombreux remixes. En 1995, il renoue avec la radio en co-animant avec Marley Marl la célèbre émission Future Flavas sur la radio Hot 97.

### Carrière solo

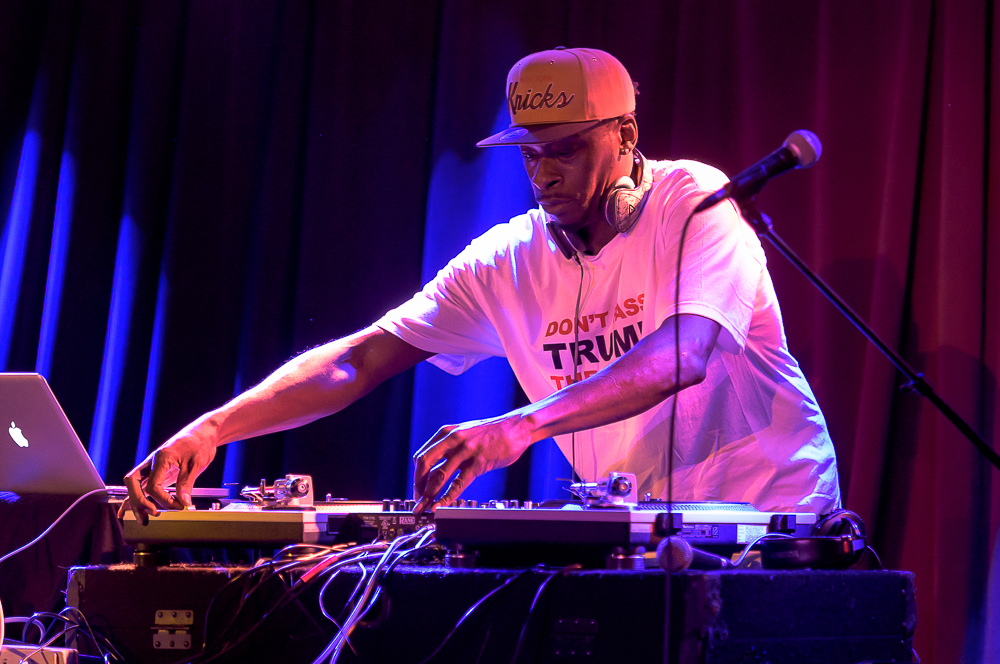
Pete Rock joue à Razel et Friends - Brooklyn Bowl en 2016.

En 1998 sort son premier album solo, Soul Survivor, sur lequel il invite de nombreux rappeurs prestigieux comme Kool G Rap, O.C. ou Large Professor. Après avoir quitté son label, il poursuit sa carrière en tant que producteur indépendant, avant de signer chez BBE en 2001. Cette année-là sort PeteStrumentals, un album de morceaux instrumentaux. 
En 2004, Pete Rock publie Soul Survivor II, la suite de son premier album solo. À nouveau, de nombreux rappeurs sont présents sur cet album, comme dead prez, Talib Kweli, et même son ancien comparse C.L. Smooth. Il a également produit des albums pour d'autres artistes, comme Center of Attention du groupe InI (réalisé aux alentours de 1996, mais sorti officiellement en 2003), ou encore My Own Worst Enemy d'Ed O.G. en 2004.
Pete Rock s'occupe de la production de Jay Stay Paid, un album posthume dédié à J Dilla, publié le 2 juin 2009, sur Nature Sounds. Il part pour Hawaï, pour travailler au côté de Kanye West sur le cinquième album de ce dernier, My Beautiful Dark Twisted Fantasy. 
Rock et DJ Premier annoncent, en parallèle, un album collaboratif sans donner plus de détails. 
Il publie son album Monumental suivi du LP 80 Blocks from Tiffanys de Camp Lo. Lors d'un entretien avec Conspiracy Worldwide Radio, Pete Rock s'explique sur le nouvel album en collaboration avec DJ Premier, et des nombreux beats de ce dernier refusés par Eminem pendant des années.

## Discographie

### Albums studio
- 1998 : Soul Survivor
- 2001 : PeteStrumentals
- 2004 : Soul Survivor II
- 2005 : The Surviving Elements: From Soul Survivor II Sessions
- 2008 : NY's Finest
- 2015 : PeteStrumentals 2
- 2017 : Soul Brotha Beats
- 2017 : Lost Sessions
- 2019 : Return of the SP1200
- 2020 : 80 Blocks Instrumentals
- 2020 : PeteStrumentals 3
- 2022 : Return of the SP1200 Vol. 2
- 2024 : PeteStrumentals 4

### Compilations
- 2003 : Lost & Found: Hip Hop Underground Soul Classics
- 2006 : Underground Classics

### Albums collaboratifs
- 1991 : All Souled Out (avec C.L. Smooth)
- 1992 : Mecca and the Soul Brother (avec C.L. Smooth)
- 1994 : The Main Ingredient (avec C.L. Smooth)
- 1999 : Rare Tracks (avec C.L. Smooth)
- 2004 : My Own Worst Enemy (avec Edo. G)
- 2011 : Monumental (avec Smif-n-Wessun)
- 2011 : 80 Blocks from Tiffany's (avec Camp Lo)
- 2013 : 80 Blocks from Tiffany's Pt. II (avec Camp Lo)
- 2016 : Don't smoke Rock (avec Smoke DZA)
- 2016 : Pete Rock presents Ameer - Peace Bloved (avec AMEER)
- 2019 : Retropolitan (avec Skyzoo)
- 2020 : The People's Champ (avec Flee Lord)
- 2021 : 21 Grams : Worth it's weight in soul - The Mixtape (avec AMEER)
- 2024 : The Auditorium Vol. 1 (avec Common)

## Filmographie
- 1993 : Who's the Man? de Ted Demme : un voleur